# 1947년 전국체육대회 축구 대학부 남자
1947년 전국체육대회 축구 대학부 남자는 미군정 조선 서울특별자유시에서 개최된 1947년 전국체육대회 축구의 세부 종목이다.

## 예선
조선축구협회는 각 지역 축구협회 또는 지역 체육회를 통해 협회 등록팀에 한하여 1947년 9월 30일까지 참가 접수를 받았다. 지역별 상황에 따라 지역 예선을 거치거나 성적을 토대로 지역별 출전팀이 결정되었다.

## 대회 진행
축구 대학부 남자 종목은 1947년 10월 15일부터 10월 18일까지 서울특별자유시에서 진행되었다. 1라운드 경기는 10월 15일에 고려대학교에서 진행되었고, 4강 경기는 10월 16일에 서울운동장에서 진행되었다. 결승 경기는 10월 18일에 서울운동장에서 진행되었다.

## 경기 결과
|  | 4강               | 4강               |                   |   | 결승 | 결승 |
|  |                   |                   |                   |   |      |      |
|  | 10월 16일 - 서울  |                   |                   |   |      |      |
|  |                   |                   |                   |   |      |      |
|  | 연희대학교 축구단 | 3                 |                   |   |      |      |
|  | 연희대학교 축구단 | 3                 | 10월 18일 - 서울  |   |      |      |
|  | 대구대학 축구단   | 0                 |                   |   |      |      |
|  | 대구대학 축구단   | 0                 | 연희대학교 축구단 | 2 |      |      |
|  | 10월 16일 - 서울  |                   | 연희대학교 축구단 | 2 |      |      |
|  |                   | 고려대학교 축구단 | 1                 |   |      |      |
|  | 고려대학교 축구단 | 고려대학교 축구단 | 1                 | 1 |      |      |
|  | 고려대학교 축구단 |                   |                   | 1 |      |      |
|  | 동국대학 축구단   | 0                 |                   |   |      |      |
|  | 동국대학 축구단   | 0                 |                   |   |      |      |

### 4강
| 고려대학교 축구단 | 1 : 0 | 동국대학 축구단 |
| ----------------- | ----- | --------------- |
|                   |       |                 |

| 연희대학교 축구단 | 3 : 0 | 대구대학 축구단 |
| ----------------- | ----- | --------------- |
|                   |       |                 |

### 결승
| 연희대학교 축구단 | 2 : 1 | 고려대학교 축구단 |
| ----------------- | ----- | ----------------- |
|                   |       |                   |

## 참고 문헌
- 대한체육회 (1970). 《대한체육회 50년》. 2020년 11월 8일에 원본 문서에서 보존된 문서. 2020년 12월 15일에 확인함.
- 대한체육회 (1990). 《대한체육회 70년사》. 2020년 11월 8일에 원본 문서에서 보존된 문서. 2020년 12월 15일에 확인함.
- 대한체육회 (2011). 《대한체육회 90년사》. 2020년 11월 8일에 원본 문서에서 보존된 문서. 2020년 12월 15일에 확인함.
- “제28회 전국체육대회 축구 대학부 남자 경기 결과”. 대한체육회.
- “秋季蹴球(추계축구)올림픽”. 조선일보. 1947년 8월 28일.
- “一九四七年度(일구사칠년도)올림픽大會蹴球部參加規定(대회축구부참가규정)”. 경향신문. 1948년 8월 28일.
- “豪華十二種目競技(호화십이종목경기) 朝鮮(조선)올림픽明日開幕(명일개막)”. 동아일보. 1947년 10월 12일.
- “三千健兒(삼천건아)의躍動譜(약동보) 朝鮮(조선)올림픽第一日戰績(제일일전적)”. 동아일보. 1947년 10월 15일.
- “朝鮮(조선)올림픽大會(대회) 第一(제일),二日戰績(이일전적)”. 조선일보. 1947년 10월 15일.
- “今日(금일)의運動(운동)”. 조선일보. 1947년 10월 15일.
- “今日(금일)의競技(경기)”. 조선일보. 1947년 10월 16일.
- “今日(금일)의競技(경기)”. 조선일보. 1947년 10월 17일.
- “今日(금일)의競技(경기)”. 조선일보. 1947년 10월 18일.
- “今日(금일)의競技(경기)”. 조선일보. 1947년 10월 19일.
- “世界新記錄(세계신기록)- 朝鮮新記錄七突破(조선신기록칠돌파) 燦爛(찬란)!朝鮮(조선)올림픽閉會(폐회)”. 조선일보. 1947년 10월 21일.